# Celanova
Celanova település Spanyolországban, Ourense tartományban. Celanova Ramirás, Cartelle, A Merca, A Bola, Verea és Quintela de Leirado községekkel határos. Lakosainak száma 5727 fő (2024).

## Népesség
A település népessége az elmúlt években az alábbi módon változott:
| Lakosok száma | 5964 | 6079 | 6104 | 6020 | 5809 | 5615 | 5455 | 5649 | 5619 | 5727 |
|               | 2001 | 2004 | 2007 | 2009 | 2012 | 2014 | 2017 | 2019 | 2022 | 2024 |